# Orochirus
Orochirus is een geslacht van rechtvleugeligen uit de familie krekels (Gryllidae). De wetenschappelijke naam van dit geslacht is voor het eerst geldig gepubliceerd in 1888 door Bolívar.

## Soorten
Het geslacht Orochirus omvat de volgende soorten:
- Orochirus corrugata Saussure, 1897
- Orochirus musica Saussure, 1897